# 长花柱虎耳草
长花柱虎耳草（学名：Saxifraga hypericoides var. longistyla）为虎耳草科虎耳草属下的一个变种。

## 扩展阅读
- 維基物種上的相關：长花柱虎耳草